# Пінг-понг лема
У математиці пінг-понг лема (або лема про настільний теніс) — це будь-яке з математичних тверджень, які стверджують, що декілька елементів у групі, які діють на деякій множині вільно, породжують вільну підгрупу цієї групи.

## Історія
Пінг-понг аргументація бере свої витоки з кінця 19 століття і зазвичай приписується  Феліксу Кляйну, який використовував її при дослідженні підгруп кляйнівських груп, тобто ізометричних дискретних груп тривимірного гіперболічного простору, або, що еквівалентно, перетворень Мебіуса сфери Рімана. Пінг-понг лема була ключовим інструментом Жака Тітса у роботі 1972 року, яка містить
доведення такого відомого нині результату як альтернатива Тітса.
Результат стверджує, що скінченнопороджена лінійна група або є майже розв'язною, або містить вільну підгрупу рангу 2.
Пінг-понг лема та її варіації широко використовуються в геометричній топології і геометричній теорії груп.
Сучасні версії пінг-понг леми можна знайти в багатьох книжках, зокрема, Ліндон & Шупп, де ла Гарп, Брідсон & Гефлінгер.

## Формальні твердження

### Пінг-понг лема для декількох підгруп
Ця версія пінг-понг леми стверджує, що декілька підгруп групи, діючих на множині вільно, породжують вільний добуток.
Нижченаведене твердження з'явилося в роботі Олійника та Сущанського, а його доведення в роботі де ла Гарпи.
Нехай {\displaystyle G} — група, що діє на множині {\displaystyle X}, і нехай  {\displaystyle H_{1},H_{2},\dots ,H_{k}}, де {\displaystyle k\geq 2}, — підгрупи групи {\displaystyle G} такі, що хоча б одна із цих підгруп має порядок більший ніж 2. Припустимо, що існують попарно неперетинні непорожні підмножини {\displaystyle X_{1},X_{2},\dots ,X_{k}} із множини {\displaystyle X}, які задовольняють наступну умову:
- для будь-якого {\displaystyle i\neq s} і для будь-якого {\displaystyle h\in H_{i}}, {\displaystyle h\neq 1}  маємо: {\displaystyle h(X_{s})\subseteq X_{i}}.

Тоді
{\displaystyle \langle H_{1},\dots ,H_{k}\rangle =H_{1}\ast \dots \ast H_{k}.}
{\displaystyle }

## Доведення
З означення вільного добутку випливає, що достатньо буде перевірити лише те, чи задане непорожнє зведене слово представляє собою нетривіальний елемент із групи {\displaystyle G}.
Нехай {\displaystyle w} буде таким словом, довжина якого {\displaystyle m\geq 2}, і нехай
{\displaystyle w=\prod _{i=1}^{m}w_{i},}
де {\displaystyle w_{i}\in H_{\alpha i}} для деяких {\displaystyle \alpha _{i}\in \{1,\dots ,k\}}. Оскільки слово {\displaystyle w} є зведеним, то {\displaystyle \alpha \neq \alpha _{i+1}} для будь-яких {\displaystyle i=1,\dots ,m-1} і кожне {\displaystyle w_{i}} відрізняється від нейтрального елемента з підгрупи {\displaystyle H_{\alpha _{i}}}.
Після цього діємо словом {\displaystyle w} на елемент однієї із множин {\displaystyle X_{i}}. Оскільки припустили, що хоча б одна підгрупа {\displaystyle H_{i}} має порядок щонайменше 3, то без втрати загальності можна припустити, що {\displaystyle H_{i}} має порядок щонайменше 3. Спочатку робимо припущення, що {\displaystyle \alpha _{1}} і {\displaystyle \alpha _{m}} одночасно дорівнюють 1 (із чого випливає, що {\displaystyle m\geq 3}).
Тепер розглянемо слово {\displaystyle w}, яке діє на множину {\displaystyle X_{2}}. Отримуємо наступний ланцюжок обмежень:
{\displaystyle w(X_{2})\subseteq \prod _{i=1}^{m-1}w_{i}(X_{1})\subseteq \prod _{i=1}^{m-2}w_{i}(X_{\alpha m-1})\subseteq \dots \subseteq w_{1}(X_{\alpha 2})\subseteq X_{1}.}
За припущенням  різні {\displaystyle X_{i}} є неперетинними, тому робимо висновок, що слово {\displaystyle w} діє нетривіально на деякий елемент підмножини {\displaystyle X_{2}}. Таким чином, слово {\displaystyle w} представляє нетривіальний елемент групи {\displaystyle G}.
Для завершення доведення розглянемо три випадки:
- якщо {\displaystyle \alpha _{1}=1}, {\displaystyle a_{m}\neq 1}, тоді нехай {\displaystyle h\in H_{1}\backslash {\big \{}w_{1}^{-1},1{\big \}}} (таке {\displaystyle h} існує, оскільки за припущенням {\displaystyle H_{1}} має порядок щонайменше 3);
- якщо {\displaystyle \alpha _{1}\neq 1}, {\displaystyle \alpha _{m}=1}, тоді нехай {\displaystyle h\in H_{1}\backslash \{w_{m},1\}};
- і якщо {\displaystyle \alpha _{1}\neq 1}, {\displaystyle \alpha _{m}\neq 1}, тоді нехай {\displaystyle h\in H_{1}\backslash \{1\}}.

У кожному з випадків слово {\displaystyle hwh^{-1}} після зведення стає зменшеним словом,  у якому перша і остання літера з підгрупи {\displaystyle H_{1}}.
Отже, слово {\displaystyle hwh^{-1}} представляє нетривіальний елемент із групи {\displaystyle G}, так само і слово {\displaystyle w}. Це і доводить наше твердження.

### Пінг-понг лема для циклічних підгруп
Нехай {\displaystyle G} — група, що діє на множині {\displaystyle X}.
Нехай {\displaystyle a_{1},\dots ,a_{k}}, де {\displaystyle k\geq 2}, — елементи групи {\displaystyle G} нескінченного порядку.
Припустимо, що існують неперетинні непорожні підмножини
{\displaystyle X_{1}^{+},\dots ,X_{k}^{+}\quad {\text{і}}\quad X_{1}^{-},\dots ,X_{k}^{-}}
множини {\displaystyle X}, для яких виконуються наступні умови:
- {\displaystyle a_{i}(X-X_{i}^{-})\subseteq X_{i}^{+}}, {\displaystyle i=1,\dots ,k,}
- {\displaystyle a_{i}^{-1}(X-X_{i}^{+})\subseteq X_{i}^{-}}, {\displaystyle i=1,\dots ,k.}

Тоді підгрупа {\displaystyle H=\langle a_{1},\dots ,a_{k}\rangle \leq G}, що породжена елементами {\displaystyle a_{1},\dots ,a_{k}}, є вільною з вільним базисом {\displaystyle \{a_{1},\dots ,a_{k}\}.}

### Доведення
Це твердження є наслідком пінг-понг леми для загальних підгруп, якщо покладемо {\displaystyle X_{i}=X_{i}^{+}\cup X_{i}^{-}=}  і {\displaystyle H_{i}=\langle a_{i}\rangle .}

## Приклади

### Приклад спеціальної лінійної групи
За допомогою пінг-понг леми можна довести, що підгрупа {\displaystyle H=\langle A,B\rangle \leq {\rm {SL}}_{2}({\mathbb {Z} })}, породжена матрицями
{\displaystyle A={\begin{pmatrix}1&2\\0&1\end{pmatrix}}\quad } і {\displaystyle \quad B={\begin{pmatrix}1&0\\2&1\end{pmatrix}},}
є вільною групою і має ранг 2.

### Доведення
Дійсно, нехай  {\displaystyle H_{1}=\langle A\rangle } і {\displaystyle H_{2}=\langle B\rangle } — циклічні підгрупи групи {\displaystyle {\rm {SL}}_{2}({\mathbb {Z} })} породжені матрицями {\displaystyle A} і {\displaystyle B} відповідно.
Неважко перевірити, що {\displaystyle A} і {\displaystyle B} є елементами нескінченного порядку групи {\displaystyle {\rm {SL}}_{2}({\mathbb {Z} })} і те, що
{\displaystyle H_{1}={\begin{Bmatrix}{\begin{pmatrix}1&2n\\0&1\end{pmatrix}}\colon n\in {\mathbb {Z} }\end{Bmatrix}}}
і
{\displaystyle H_{2}=\{B^{n}\,|\,n\in {\mathbb {Z} }\}={\begin{Bmatrix}{\begin{pmatrix}1&0\\2n&1\end{pmatrix}}\colon n\in {\mathbb {Z} }\end{Bmatrix}}.}
Розглянемо дію групи {\displaystyle {\rm {SL}}_{2}({\mathbb {Z} })} на {\displaystyle {\mathbb {R} }^{2}} за допомогою лінійних перетворень.
Покладемо
{\displaystyle X_{1}={\begin{Bmatrix}{\begin{pmatrix}x\\y\end{pmatrix}}\in {\mathbb {R} }^{2}\colon |x|>|y|\end{Bmatrix}}}
і
{\displaystyle X_{2}={\begin{Bmatrix}{\begin{pmatrix}x\\y\end{pmatrix}}\in {\mathbb {R} }^{2}\colon |x|<|y|\end{Bmatrix}}.}
Неважко перевірити, використовуючи наведений вище опис підгрупи {\displaystyle H_{1}} і {\displaystyle H_{2}}, що для кожного нетривіального {\displaystyle g\in H_{1}} отримуємо {\displaystyle g(X_{2})\subseteq X_{1}} і {\displaystyle g(X_{1})\subseteq X_{2}} для кожного нетривіального {\displaystyle g\in H_{2}}.
Використовуючи наведену вище пінг-понг лему для двох циклічних підгруп, робимо висновок, що {\displaystyle H=H_{1}*H_{2}}.
Оскільки підгрупи {\displaystyle H_{1}} і {\displaystyle H_{2}} є нескінченно циклічними, то звідси випливає, що підгрупа {\displaystyle H} є вільною групою рангу 2.

### Приклад словесно-гіперблочної групи
Нехай {\displaystyle G} — словесно-гіперболічна група, яка є групою без кручення, тобто, не має нетотожних елементів скінченного порядку.
Нехай {\displaystyle g,h\in G} — два некомутативних елемента, тобто таких, що {\displaystyle gh\neq hg.}
Тоді існує таке  {\displaystyle M\geq 1}, що для будь-яких натуральних {\displaystyle n\geq M}, {\displaystyle m\geq M} підгрупа  {\displaystyle H\langle g^{n},h^{m}\rangle \leq G} є вільною групою рангу 2.

### Схема доведення[6]
Дія групи {\displaystyle G} на її гіперболічній границі {\displaystyle \partial G} є гомеоморфізмом.
Відомо, що, якщо  {\displaystyle a} в групі {\displaystyle G} є не тотожнім елементом, то {\displaystyle a} має принаймні дві різні нерухомі точки — {\displaystyle a^{\infty }} і {\displaystyle a^{-\infty }}, які належать границі {\displaystyle \partial G}. Відповідно {\displaystyle a^{\infty }} є притягально нерухомою точкою точкою, а {\displaystyle a^{-\infty }} — відштовхувально нерухомою точкою.
Оскільки елементи {\displaystyle g} і {\displaystyle h} не комутують, то з основних властивостей словесно-гіперболічної групи випливає, що {\displaystyle g^{\infty }}, {\displaystyle g^{-\infty }}, {\displaystyle h^{\infty }} і {\displaystyle h^{-\infty }}є чотирма різними точками границі {\displaystyle \partial G.}
Вибираємо неперетинні околи {\displaystyle U_{+}}, {\displaystyle U_{-}}, {\displaystyle V_{+}} і {\displaystyle V_{-}} відповідно для {\displaystyle g^{\infty }}, {\displaystyle g^{-\infty }}, {\displaystyle h^{\infty }} і {\displaystyle h^{-\infty }} на границі {\displaystyle \partial G}. Тоді з властивостей притягувальних/відштовхувальних нерухомих точок елементів {\displaystyle g} і {\displaystyle h}
випливає, що існує таке  {\displaystyle M\geq 1},  що для будь-яких натуральних {\displaystyle n\geq M}, {\displaystyle m\geq M}:
- {\displaystyle g^{n}(\partial G-U_{-})\subseteq U_{+},}
- {\displaystyle g^{-n}(\partial G-U_{+})\subseteq U_{-},}
- {\displaystyle h^{m}(\partial G-V_{-})\subseteq V_{+},}
- {\displaystyle h^{-m}(\partial G-V_{+})\subseteq V_{-}.}

З пінг-понг леми випливає, що  підгрупа {\displaystyle H=\langle g^{n},h^{m}\rangle \leq G} є вільною підгрупою рангу 2.

## Застосування пінг-понг леми
- Пінг-понг лема використовується в кляйнівських групах для дослідження так званих підгруп Шоткі[en]. У контексті кляйнівських груп пінг-понг лему можна використати для того, щоб показати, що особлива група ізометрії гіперболічного тривимірного простору не лише вільна, а також цілком розривна і геометрично скінченна.
- Аналогічні аргументи типу Шоткі широко використовуються в геометричній теорії груп, особливо для підгруп словесно-гіперболічних груп[6] і для груп автоморфізмів дерев.[7]
- Пінг-понг лема також використовується для дослідження підгруп типу Шоткі груп класів відображень поверхонь Рімана, де множина, на якій діє група класів відображень, є границею Терстона простору Тайхмюллера.[8] Аналогічний аргумент також використовується при дослідженні підгруп групи зовнішніх ізоморфізмів[en] вільної групи.[9]
- Одним із найвідоміших застосувань пінг-понг леми є доведення Жака Тітса[en] так званої альтернатива Тітса для лінійних груп.[2] (Дивись[10] для огляду доведення Тітса і пояснення використаних ідей, включаючи використання пінг-понг леми).
- Існують узагальнення пінг-понг леми, що породжують не лише вільний добуток, але і також вільні добутки з амальгамацією і HNN розширення[en].[3]Ці узагальнення використовуються зазвичай для доведення комбінаційної теореми Маскіта для кляйнівських груп.[11]
- Також існують версії пінг-понг леми, які гарантують, що декілька елементів групи породжують вільну напівгрупу[en]. Такі версії використовують як для узагальненої дії групи на множині,[12]  так і для конкретних типів дій, наприклад, в контексті лінійних груп,[13] дій груп на дерева[en],[14] тощо.[15]